# Yuan Yue
Yuan Yue (chinês: 袁悦; nascida em 25 de setembro de 1998) é uma tenista profissional chinesa. Ela tem as melhores classificações WTA de sua carreira, 37 em simples e 144 em duplas, alcançadas em 18 de março e 5 de fevereiro de 2024, respectivamente.

## Carreira

### 2018: Estreia no WTA Tour
Yuan fez sua estreia na chave principal do WTA Tour no Jiangxi International Open no torneio de duplas, em parceria com Liu Yanni [en].

### 2022: Estreia em Majors e Top 75
Yuan fez sua estreia na chave principal de um Grand Slam no Torneio de Wimbledon como uma "lucky loser" da qualificatória, masperdeu na primeira rodada para  Amanda Anisimova em sets diretos.
No Major seguinte, o US Open, Yuan chegou à terceira rodada pela primeira vez após a qualificatória, derrotando Jaimee Fourlis [en] e Irina-Camelia Begu sem perder um set. Na sequência, perdeu para a cabeça de chave N° 8, Jessica Pegula.

### 2023: Primeira vitória em um WTA 1000 e final do WTA Tour
Yuan se classificou pelo ranking para o Australian Open para fazer sua estreia neste Major perdendo na primeira rodada para a cabeça de chave N° 6, Maria Sakkari, e em Wimbledon, ela passou pela qualificatória, mas perdeu para a cabeça de chave N° 19 Victoria Azarenka na primeira rodada em jogo de três sets equilibrados.
Yuan recebeu um "wild card" em seu torneio em casa, o China Open, e derrotou Elise Mertens em sua primeira vitória em um WTA 1000.
Yuan alcançou sua primeira final do WTA Tour no Korea Open, onde perdeu para a cabeça de chave N° 1, Jessica Pegula.

### 2024: Primeiro título e vitória no top 10, quartas de final de WTA 1000, top 40, N° 2 chinesa
No Hobart International, Yuan chegou às semifinais depois de passar pela qualificatória, salvando quatro set points contra Yulia Putintseva. Como resultado, ela alcançou uma nova classificação mais alta na carreira, de nº 61, em 15 de janeiro de 2024.
Yuan chegou à final do ATX Open de 2024 derrotando Arina Rodionova, Taylor Townsend, Wang Yafan e Anna Karolína Schmiedlová. Ela ganhou o título derrotando a sexta cabeça de chave N° 6 e compatriota Wang Xiyu em sets diretos porém equilibrados. Como resultado, ela passou para o top 50 do ranking.
Em Indian Wells, Yuan registrou sua primeira vitória entre as 10 primeiras sobre a oitava cabeça de chave Zheng Qinwen para chegar à terceira rodada do WTA 1000 pela primeira vez, sem nunca ter passado da segunda rodada. Em seguida, ela chegou às quartas de final pela primeira vez com uma vitória sobre Caroline Dolehide e sobre a 11ª cabeça de chave Daria Kasatkina, ambos jogos de três sets. Como resultado, ela alcançou o top 40 no ranking de simples, tornando-se a segunda jogadora chinesa. No próximo WTA 1000, o Miami Open, ela registrou sua primeira vitória neste torneio sobre Anna Blinkova na primeira rodada e perdendo para a cabeça de chave N° 8 Maria Sakkari na segunda.
Yuan deu início à temporada em quadras de saibro no Open de Rouen, no qual, como cabeça de chave N° 4 chegou até às quartas de final perdendo para a cabeça de chave N° 6 Sloane Stephens em sets diretos. Logo depois, participou do Aberto de Madri, no qual não passou da primeira rodada. O mesmo aconteceu no Aberto de Roma. No Aberto da França, perdeu na primeira rodada para Mayar Sherif, em sets diretos.
Yuan começou a temporada em quadras de grama no Libéma Open, no qual venceu Diana Shnaider na primeira rodada em jogo de três sets, mas perdeu para a eventual vice-campeã, Bianca Andreescu, na segunda em sets diretos. Em seguida, participou do Birmingham Classic, no qual perdeu para Sloane Stephens na primeira rodada em sets diretos. Logo depois, no Eastbourne International, venceu Anastasia Potapova na primeira rodada, quando a adversária se retirou no "tiebreak" do segundo set, mas perdeu para a eventual campeã, Daria Kasatkina na segunda em jogo de três sets. Em seguida, participou do Torneio de Wimbledon, no qual, perdeu para Arantxa Rus, na primeira rodada, em sets diretos.